# アリフ・アルヴィ
- アリフ・アルビ[1]

アリフ・アルヴィ（ウルドゥー語・シンド語: عارف الرحمان علوی, 英: Arif-ur-Rehman Alvi, 1949年8月29日 - ）は、パキスタンの政治家。2018年9月9日から2024年3月9日まで同国大統領を務めた。

## 経歴
1949年8月29日にシンド州カラチに生まれる。父親はジャワハルラール・ネルーの歯科医を務めたことで知られ、パキスタン分離独立後にカラチに移住した。アルヴィは、ラホールにある歯科大学 (De'Montmorency College of Dentistry) で学士号（歯学）を取得し、1975年にミシガン大学で歯科補綴学の修士号、1984年にパシフィック大学で歯科矯正学の修士号を取得した。
2006年の第28回アジア太平洋歯科学会において議長を務めた。
学生時代からアユーブ・ハーン政権に対する民主化運動に参加。1996年からイムラン・カーンらと共にパキスタン正義運動（PTI）の創設に関わった。2013年の総選挙では同党から国民議会の議員に当選し、2018年の選挙でも再選した。
2018年パキスタン大統領選挙（2018年9月4日）でパキスタン正義運動から大統領候補に指名され、選挙の結果352票を獲得し、第13代パキスタン大統領に選出された。
同年「人工知能とコンピューティングに関する大統領イニチアシブ」（PIAIC: Presidential Initiative for Artificial Intelligence & Computing）を立ち上げ、人工知能、データサイエンス、ブロックチェーン、IoT等の教育・研究やビジネスを支援するプログラムを発表した。
PIAICでは、テクノロジー分野における女性進出（Women's Inclusion in Technology）を掲げ、女性の経済活動参加にも注力している。
2021年3月15日、イムラン・カーン首相も接種した中国のシノファーム製の新型コロナワクチン（BBIBP-CorV）の初回接種を受けたものの、30日にウイルス検査で陽性となり自主隔離に入った。

## 参考資料
1. ↑  “パキスタン基礎データ”.   外務省. 2023年6月9日閲覧。
2. ↑  パキスタン新大統領にアルビ氏（日本経済新聞）
3. ↑  Pakistan new President Arif Alvi is son of Nehru's dentist
4. ↑  The President
5. ↑  Pakistan to host 28th APDC in February
6. ↑  DR. ARIF R ALVI
7. ↑  President Alvi Launches Artificial Computing Initiative (PIAIC)
8. ↑  WOMEN INCLUSION IN TECHNOLOGY - PIAIC
9. ↑  “Pakistani PM receives 1st shot of China's Sinopharm vaccine”.  新華社 (2021年3月19日). 2021年3月22日閲覧。
10. ↑  “パキスタン、アルビ大統領がコロナ感染　ワクチン1回目接種後”.   AFP (2021年3月30日). 2021年4月17日閲覧。

| 公職                      | 公職                                                 | 公職                                  |
| ------------------------- | ---------------------------------------------------- | ------------------------------------- |
| 先代 マムヌーン・フセイン | パキスタン・イスラム共和国大統領 第13代：2018 - 2024 | 次代 アースィフ・アリー・ザルダーリー |